# Ankarapithecini
De Ankarapithecini zijn een uitgestorven geslachtengroep uit de familie mensachtigen (Hominidae). Deze geslachtengroep bestaat uit één geslacht.